# Duhamel (Québec)
Duhamel è un comune del Canada, situato nella provincia del Québec, nella regione di Outaouais.